# Alfred Bruyas
Alfred Bruyas (15. srpna 1821 Montpellier – 1. ledna 1877 tamtéž), vlastním jménem Jacques Louis Bruyas, byl sběratel umění a osobní přítel mnoha umělců, především Gustava Courbeta. Svou sbírku daroval muzeu Fabre v Montpellier.
Narodil se v rodině bohatého bankéře v Montpellier. O umění se zajímal již od dětství. Od roku 1840 studoval v ateliéru Charlese Mateta, ale brzy poznal, že není dost talentovaný. Soustředil se proto na podporu a sběratelství současného umění.
Mezi lety 1849 až 1854 strávil většinu svého času v Paříži. Zaměřil se především na Courbetova díla, ale sbíral také obrazy, jejichž autory jsou Louis Hector Allemand, Camille Corot, Thomas Couture, Eugène Delacroix, Narcisse Diaz de Peña, Adrien Guignet, Adolphe Hervier, Prosper Marilhat, Edouard-Antoine Marsal, Jean-François Millet, Théodore Rousseau, Philippe-Joseph Tassaert, Marcel Verdier a Constant Troyon.